# Sirotrema
Sirotrema is een geslacht van schimmels uit de orde Tremellales. De typesoort is Sirotrema pusilla.

## Soorten
Volgens Index Fungorum bevat het geslacht drie soorten (peildatum september 2023):
| Soortnaam                                       | Auteur(s)             | Publicatiejaar |
| ----------------------------------------------- | --------------------- | -------------- |
| Sirotrema parvula                               | Bandoni               | 1986           |
| Sirotrema pusilla                               | Bandoni               | 1986           |
| Sirotrema translucens (Dennenspleetliptrilzwam) | (H.D. Gordon) Bandoni | 1986           |